# Hvidrygget ryle
Hvidrygget ryle (Calidris fuscicollis) er en vadefugl, der yngler i det nordlige Canada og Østsibirien. Den overvintrer i Sydamerika og er set nogle få gange i Danmark.
|  |
|  |